# Refuge de Manganu
Le refuge de Manganu (Mànganu en langue corse) est un refuge situé en Corse dans le massif du Monte Rotondo sur le territoire de la commune d'Orto, au bord du ruisseau de Filiccioni.

## Caractéristiques
Ce refuge est bâti à 1 600 m d'altitude sur le versant occidental du massif du Rotondo, à l'amont du bassin versant du fleuve Liamone. Il est accessible toute l'année mais gardé seulement de mai ou juin à septembre ou octobre. Les dates d'ouverture et de fermeture n'étant pas définies à l'avance, il faut se renseigner sur le site du parc naturel régional de Corse pour obtenir les informations exactes.

## Historique
Ce refuge a été aménagé sur le site d'une bergerie en ruines en remplacement du refuge de Campiglione (3 km plus au nord), détruit par un incendie en 1975. Son bâtiment principal de 24 places à l'origine a fait l'objet d'une réhabilitation complète en 2001, portant sa capacité à 31 places.

## Accès
Le refuge est accessible à pied par le GR20 dont il constitue un lieu d'hébergement entre le col de Vergio et le refuge de Petra Piana. D'autres sentiers de randonnée y mènent depuis Soccia ou Orto via le lac de Creno, et depuis Corte via le refuge de la Sega.

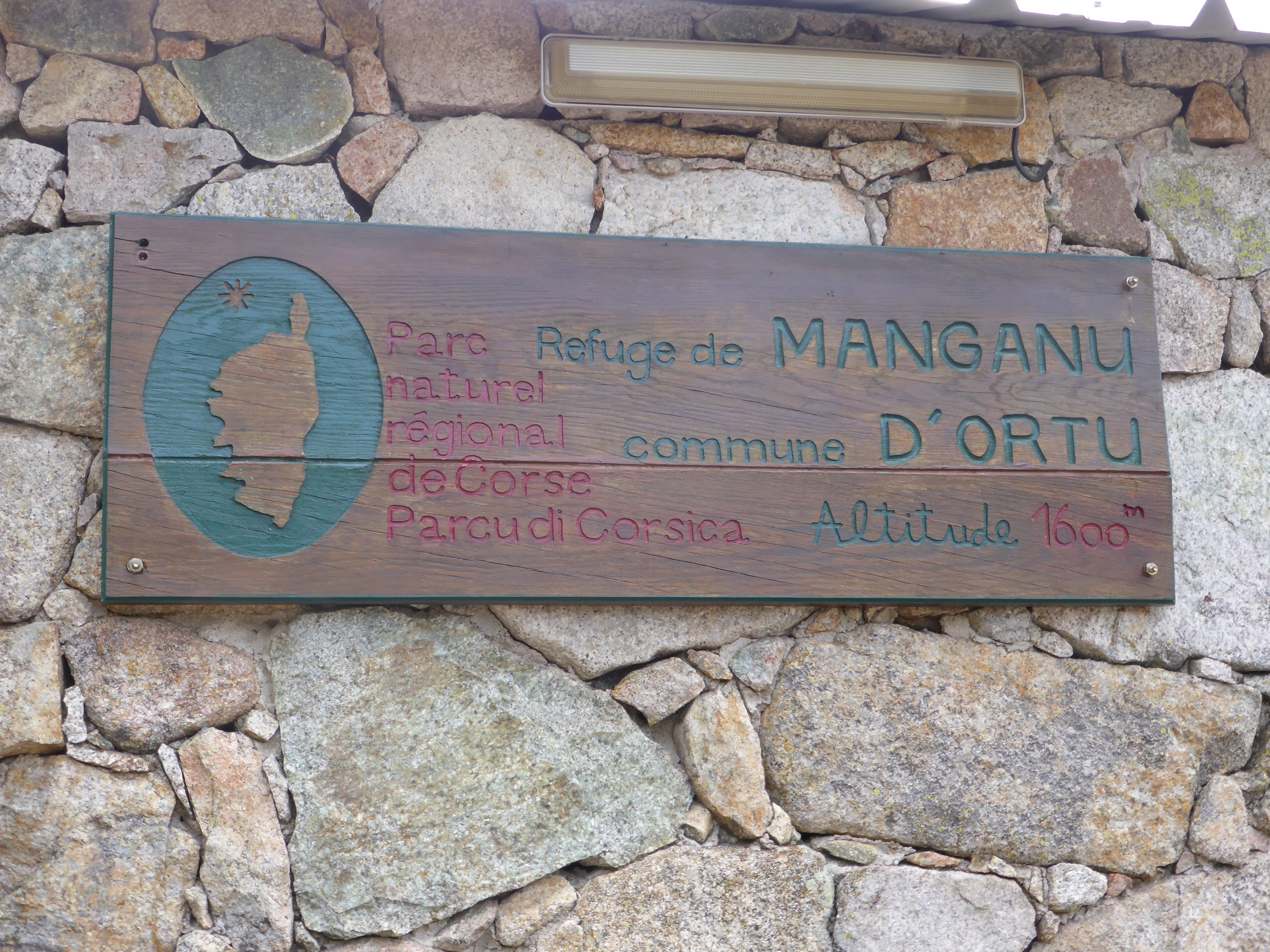
Panneau du refuge de Manganu
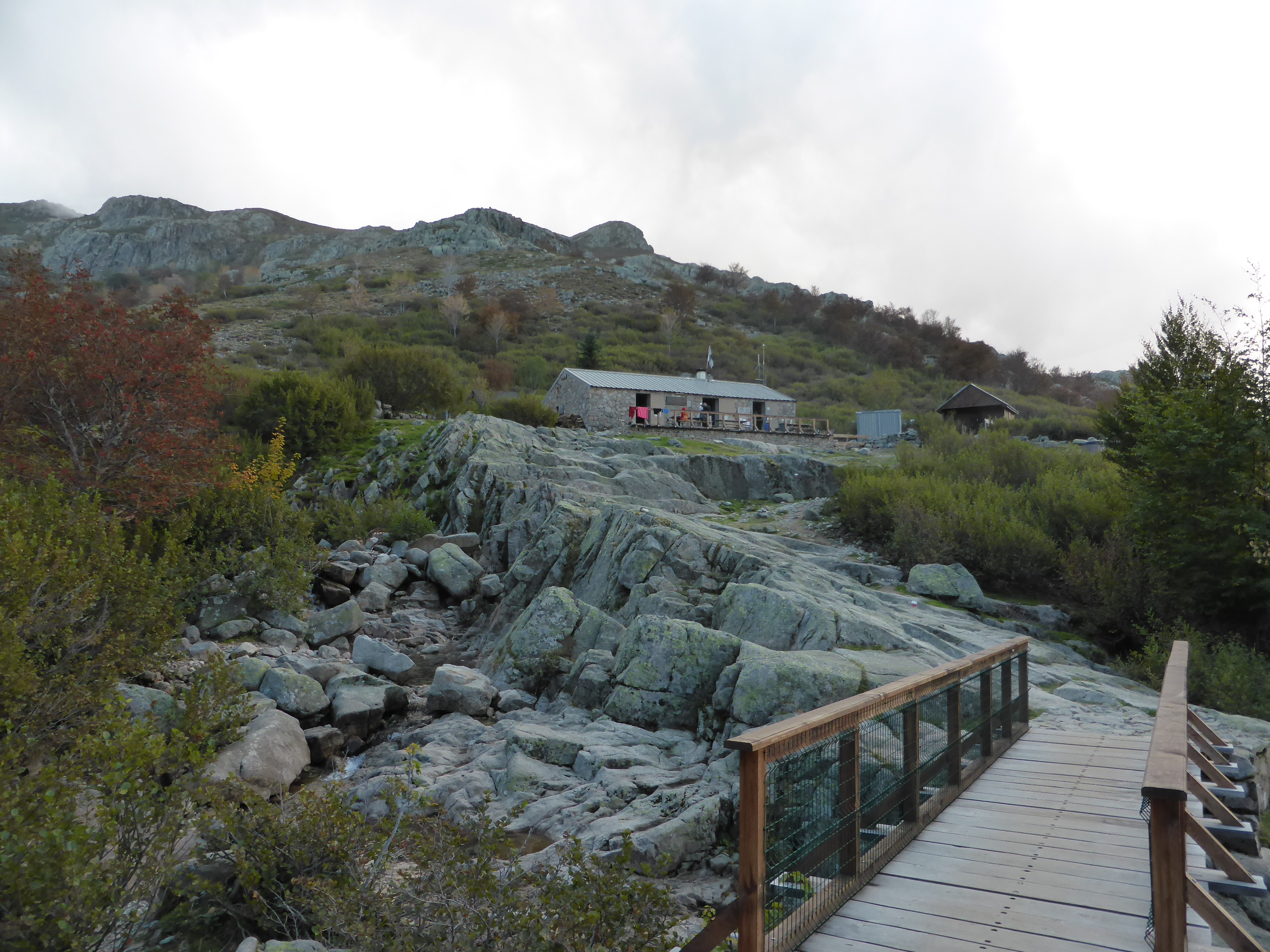
Le refuge de Manganu vu depuis le GR20